# Bob Weiss
Pour les articles homonymes, voir Robert K. Weiss.
Robert William « Bob » Weiss, né le 7 mai 1942 à Easton, en Pennsylvanie, est un joueur et entraîneur américain de basket-ball. Il évolue au poste de meneur.

## Palmarès
- Champion NBA 1967